# Урбано Рівера
Урбано Рівера (ісп. Urbano Rivera, нар. 1 квітня 1926) — уругвайський футболіст, що грав на позиції півзахисника за клуб «Данубіо», а також національну збірну Уругваю.

## Клубна кар'єра
Народився 1 квітня 1926 року. Вихованець футбольної школи клубу «Данубіо». Дорослу футбольну кар'єру розпочав 1946 року в основній команді того ж клубу, кольори якої і захищав протягом усієї своєї кар'єри гравця, що тривала одинадцять років. 

## Виступи за збірну
1953 року дебютував в офіційних матчах у складі національної збірної Уругваю. Протягом кар'єри у національній команді провів у її формі 6 матчів, за іншими даними — 7.
У складі збірної був учасником Чемпіонату Південної Америки 1953 року у Перу, на якому команда здобула бронзові нагороди.
Був присутній в заявці збірної на чемпіонаті світу 1954 року у Швейцарії, але на поле не виходив.

## Титули і досягнення
- Бронзовий призер Чемпіонату Південної Америки: 1953